# Жоры
Жоры (пол. Żory, нем. Sohrau) — город в Польше, входящий в Силезское воеводство. Имеет статус городского повята и городской гмины. Занимает площадь 64,64 км². В 2005 году население города составляло 62 964 человек.

## География
На южной окраине города с высоты 272 м над уровнем моря начинается река Руда.

## История

#### XIII—XIX
Впервые, в исторических документах, деревня Жоры была упомянута в 1258 году. 4 февраля 1272 года князь Владислав Опольский подписал договор, который наделил Жоры статусом города.
28 октября 1863 года в городе Жоры родился католический богослов и педагог Иоганн Никель.

## Достопримечательности
- Еврейское кладбище, основанное в 1814 году[6].
- Музей огня
- Музей города Жоры

## Транспорт
Через Жоры проходит Автомагистраль А1 (пол. Autostrada Bursztynowa).
1 мая 2014 года в городе Жоры отменили плату за проезд в общественном транспорте для всех: для жителей города и для туристов.
В 2019 году был открыт новый Трансферный центр в Жорах — общественное пространство, сочетающее в себе функции вокзала, площади и места встреч.

## Галерея

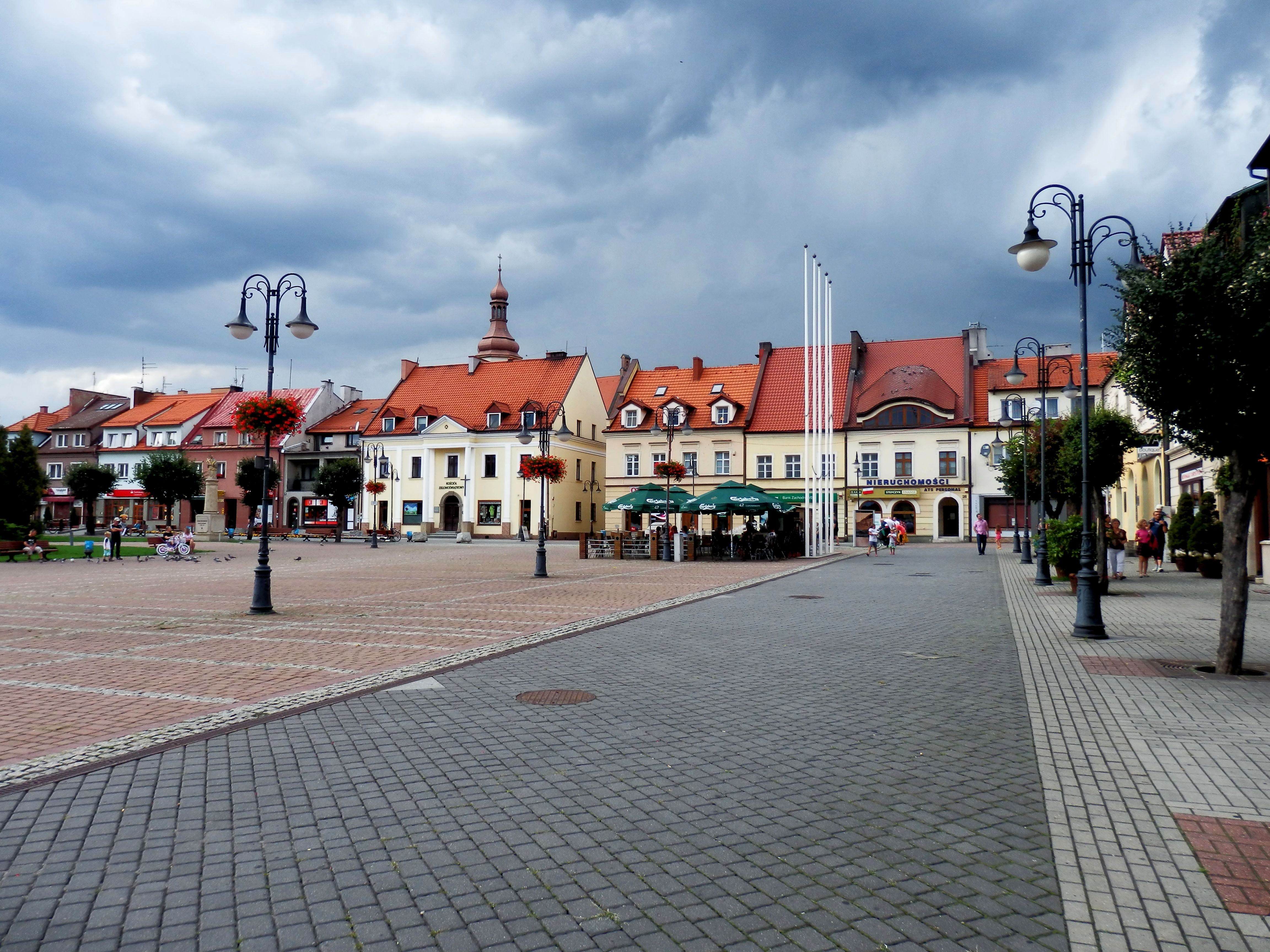
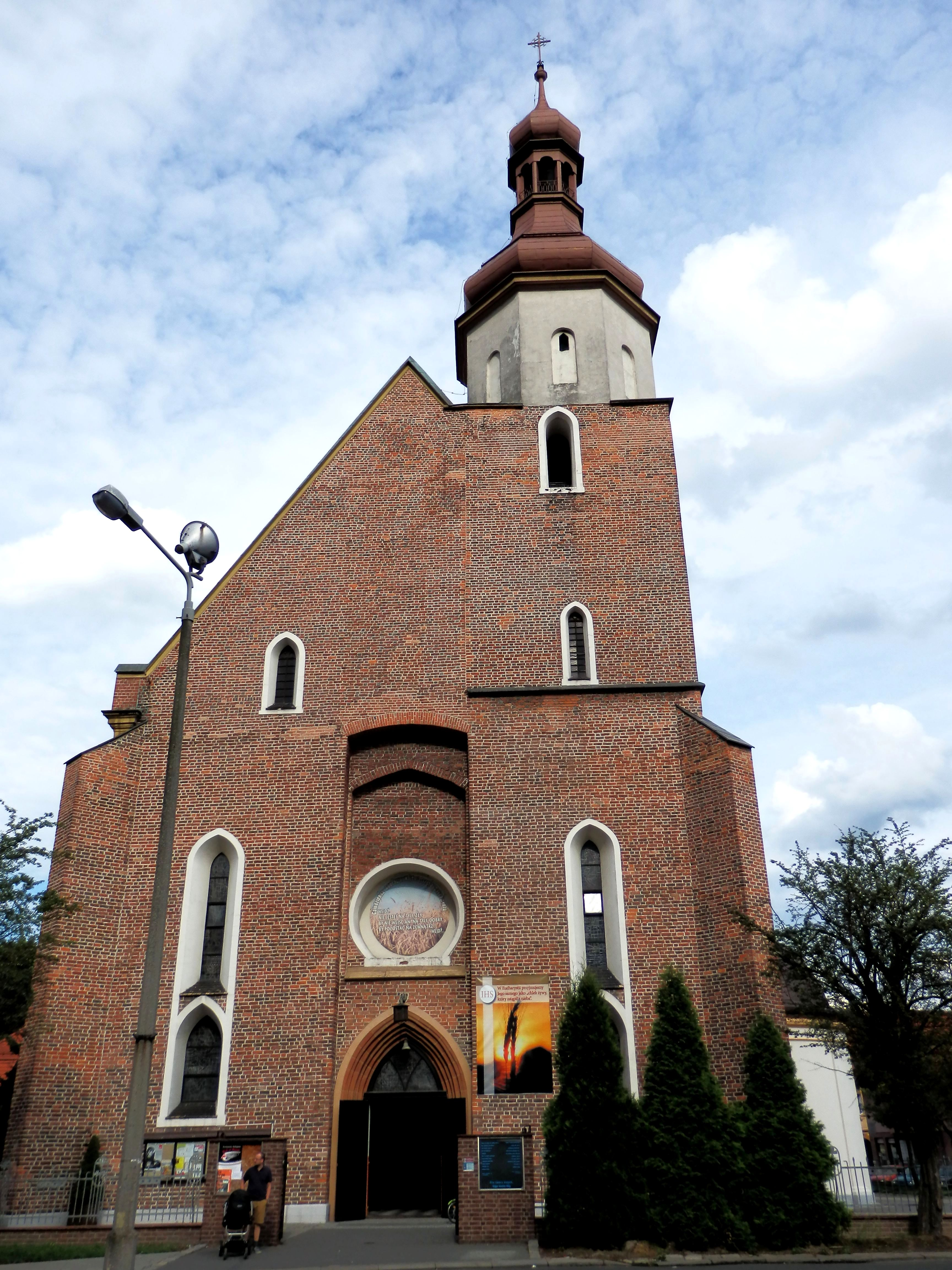
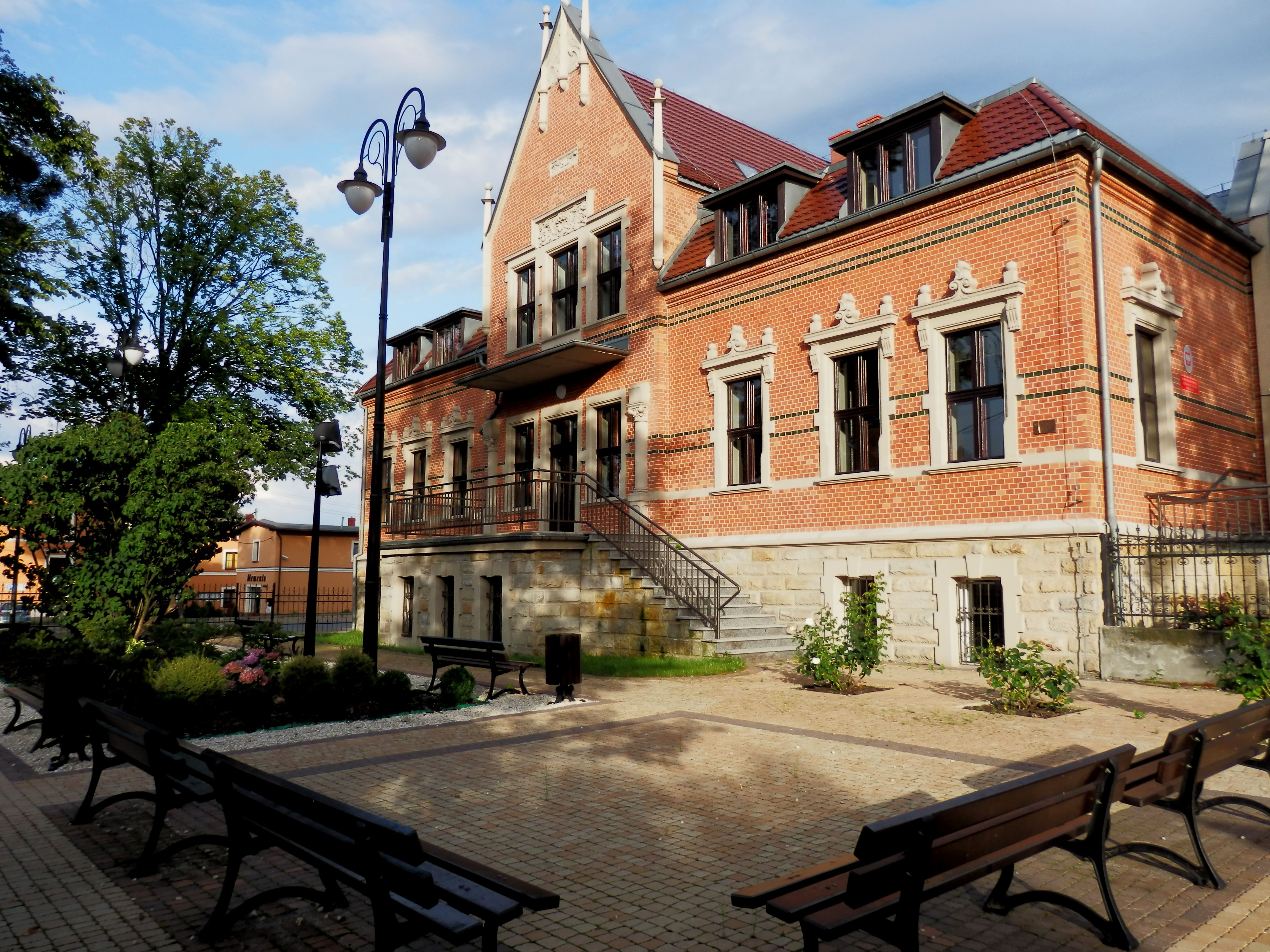
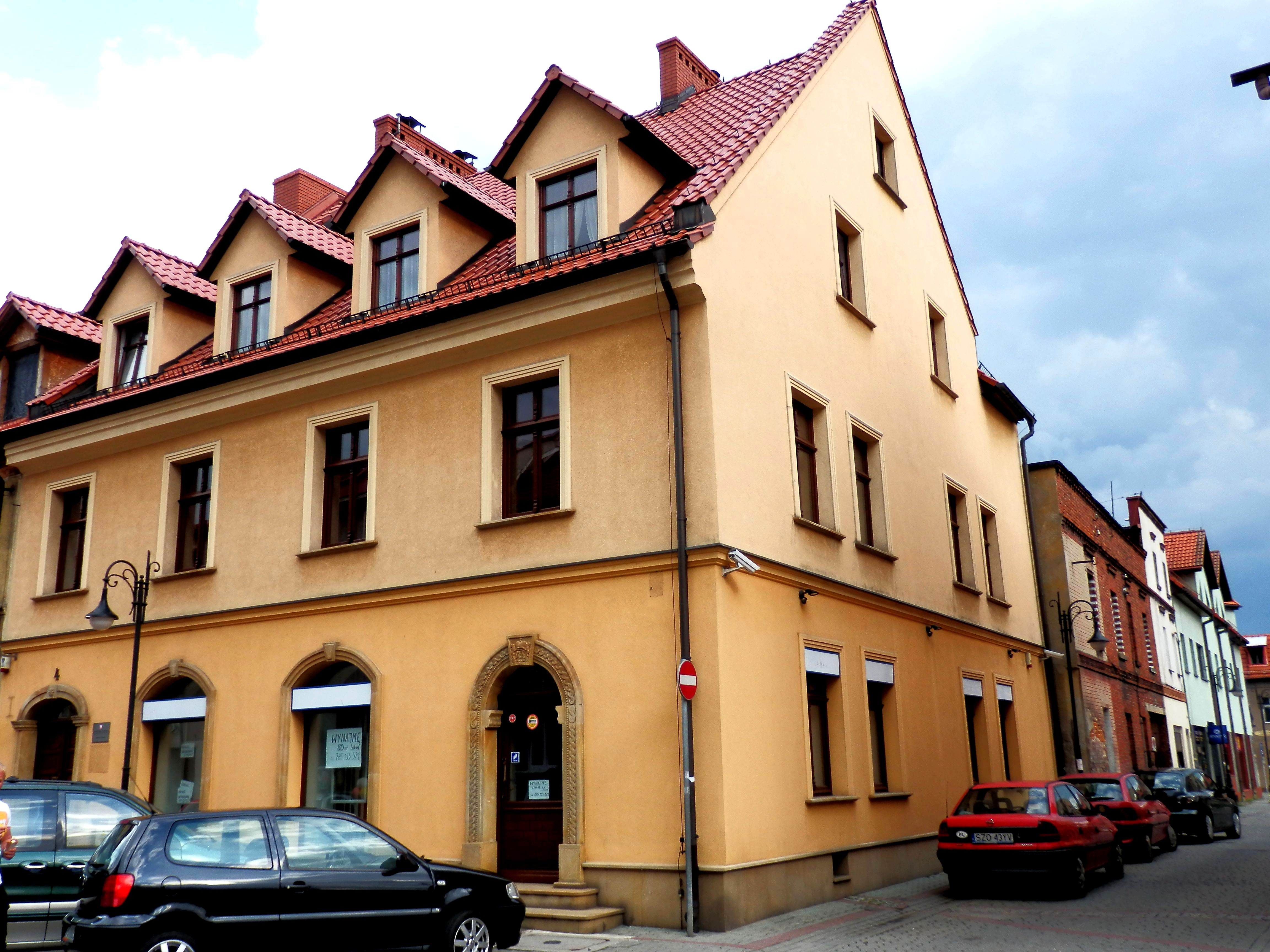
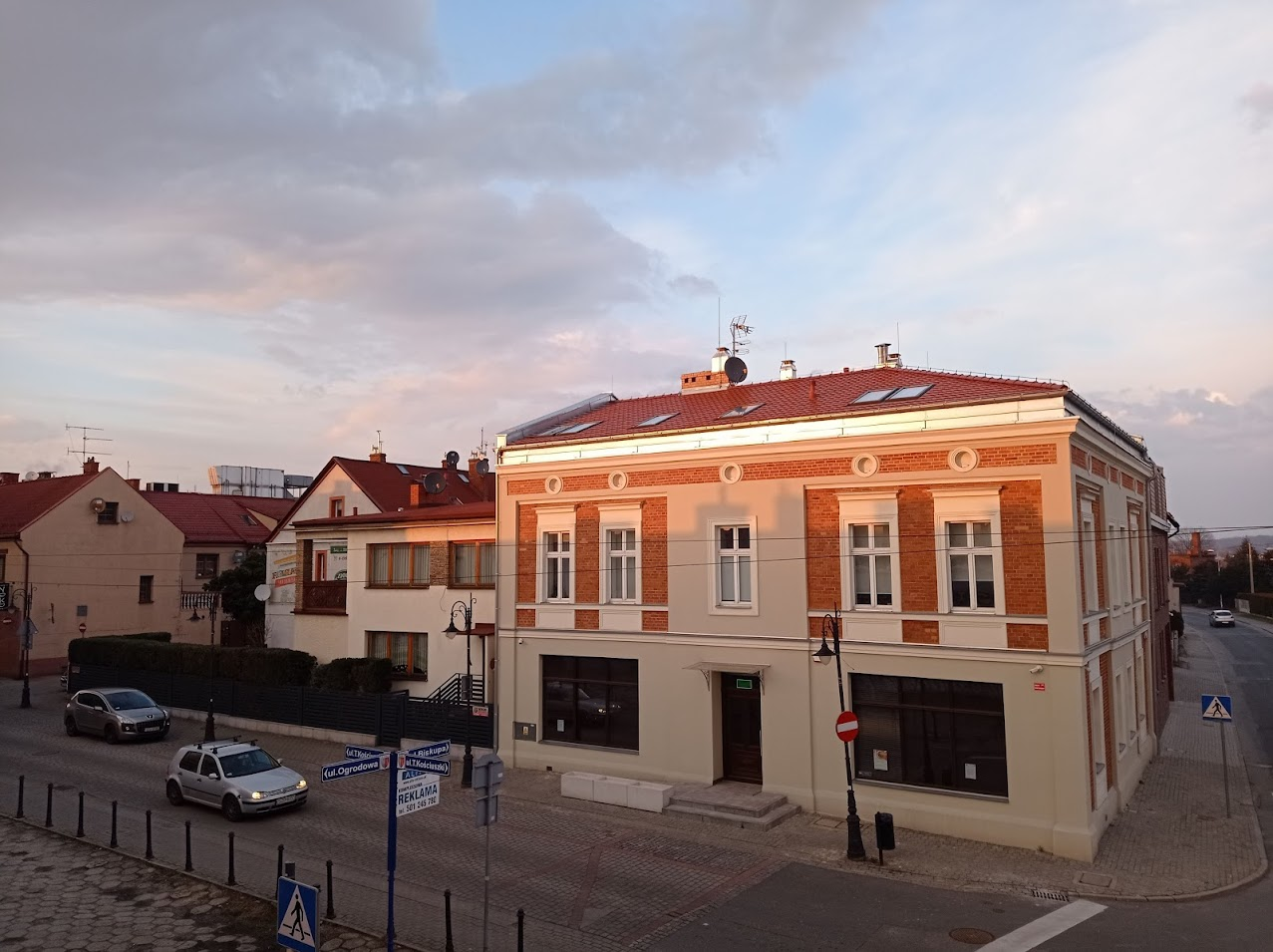
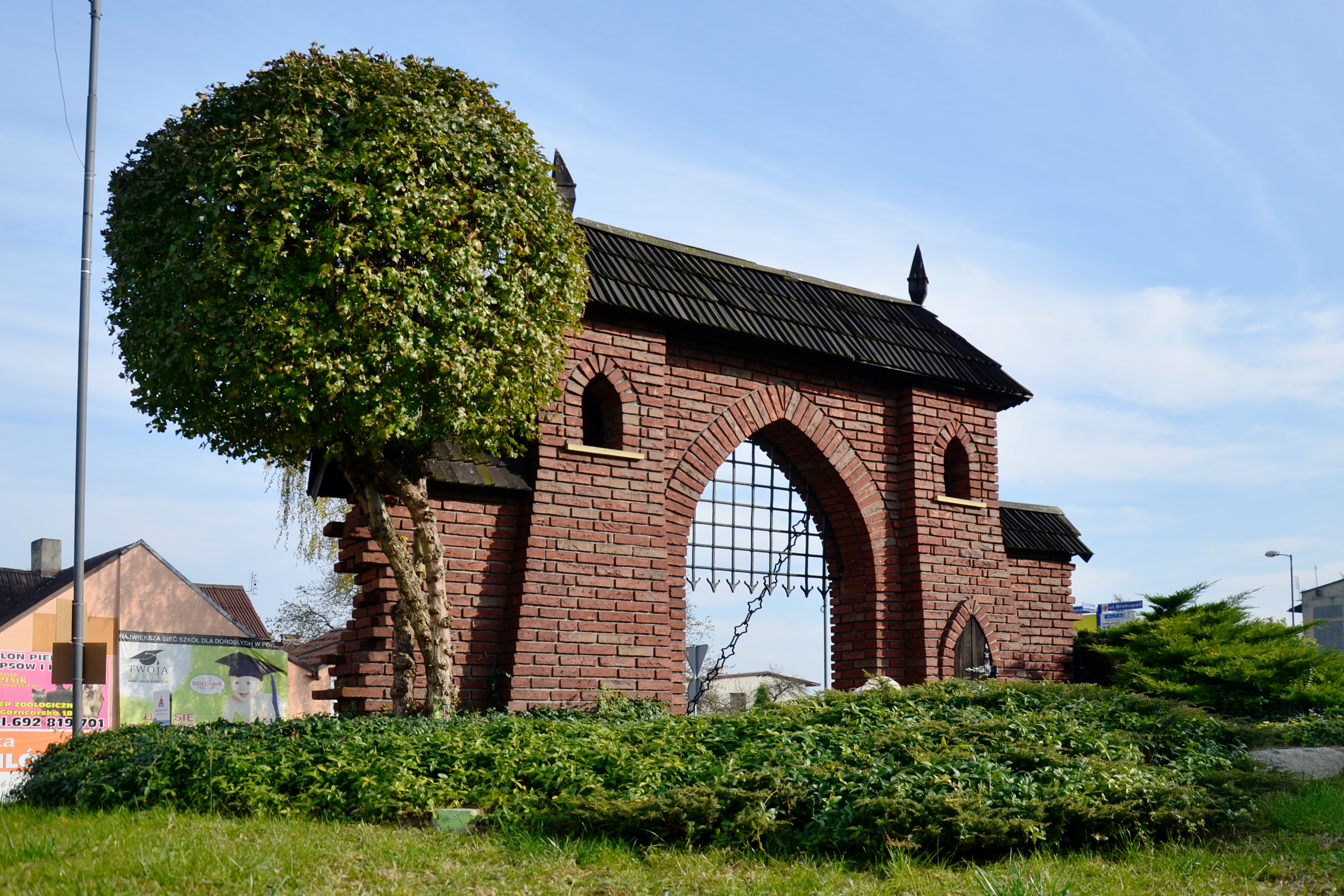
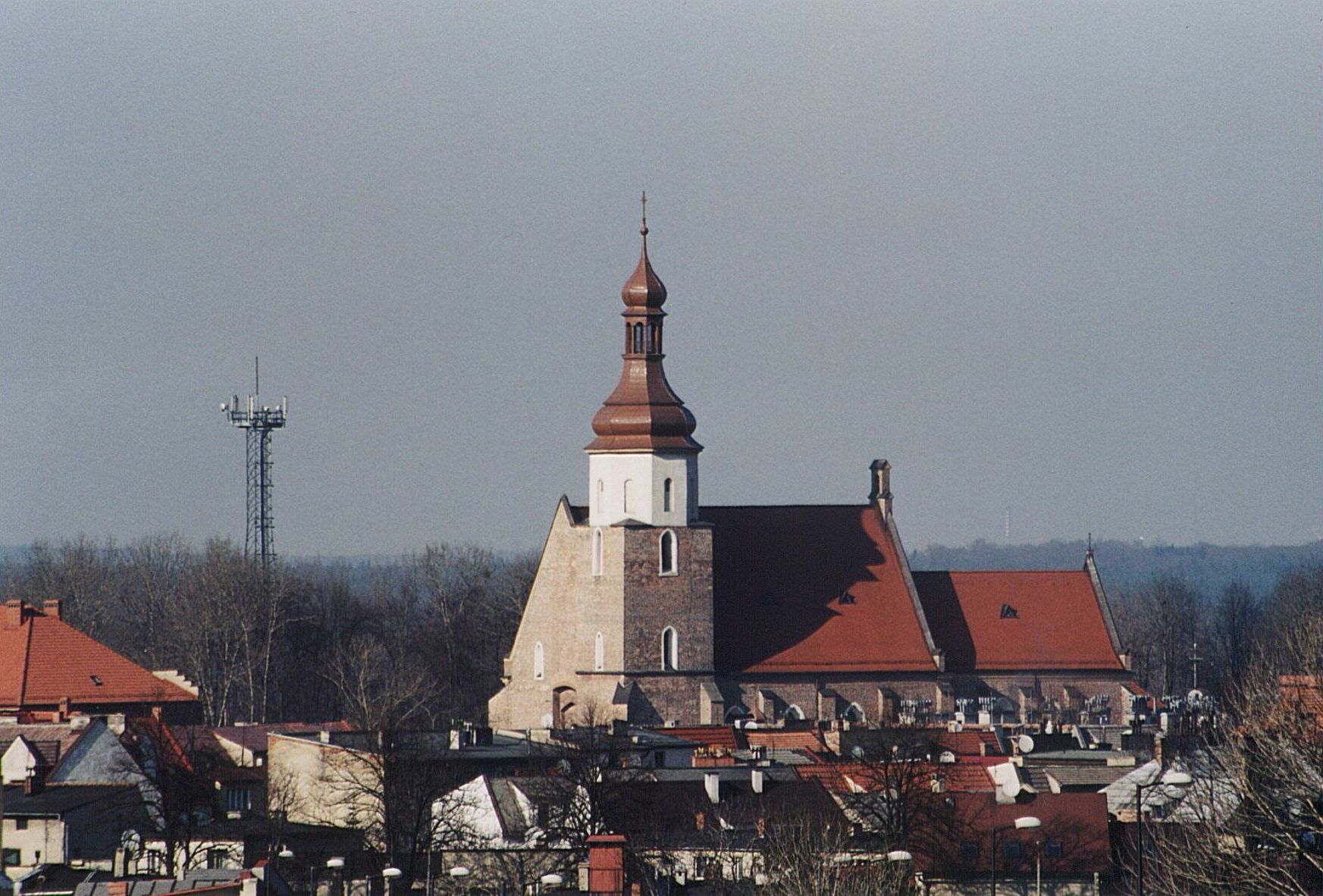
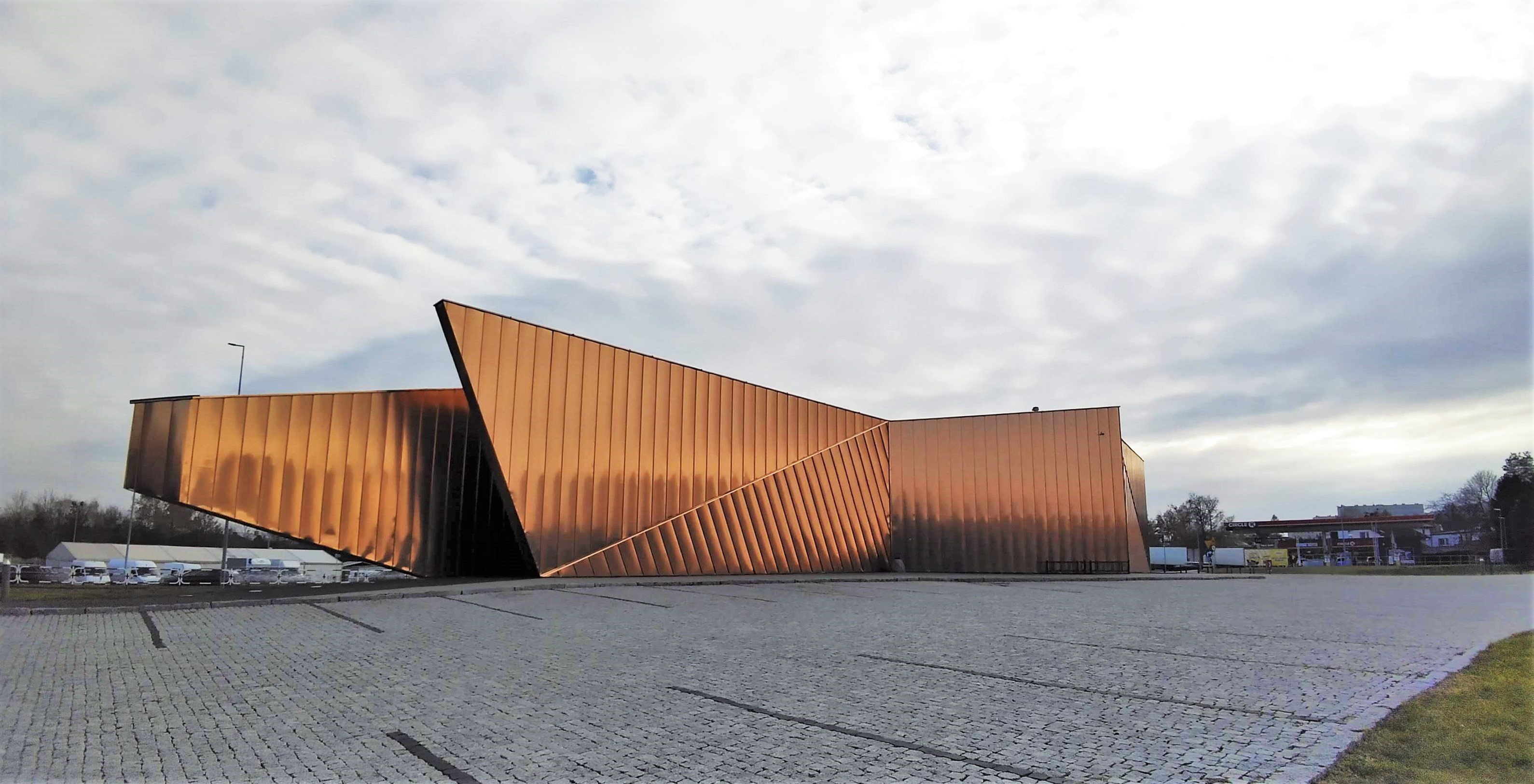
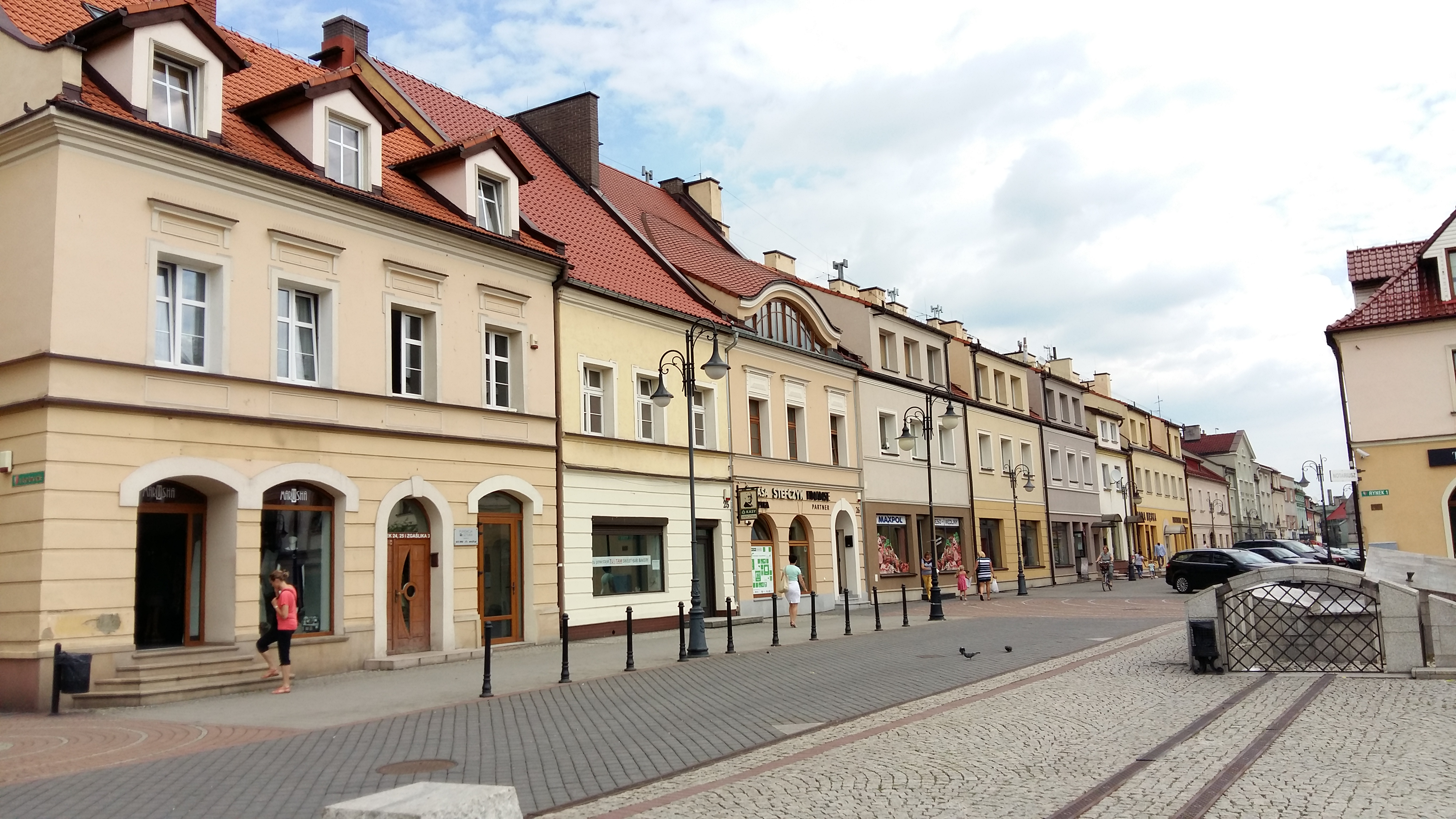
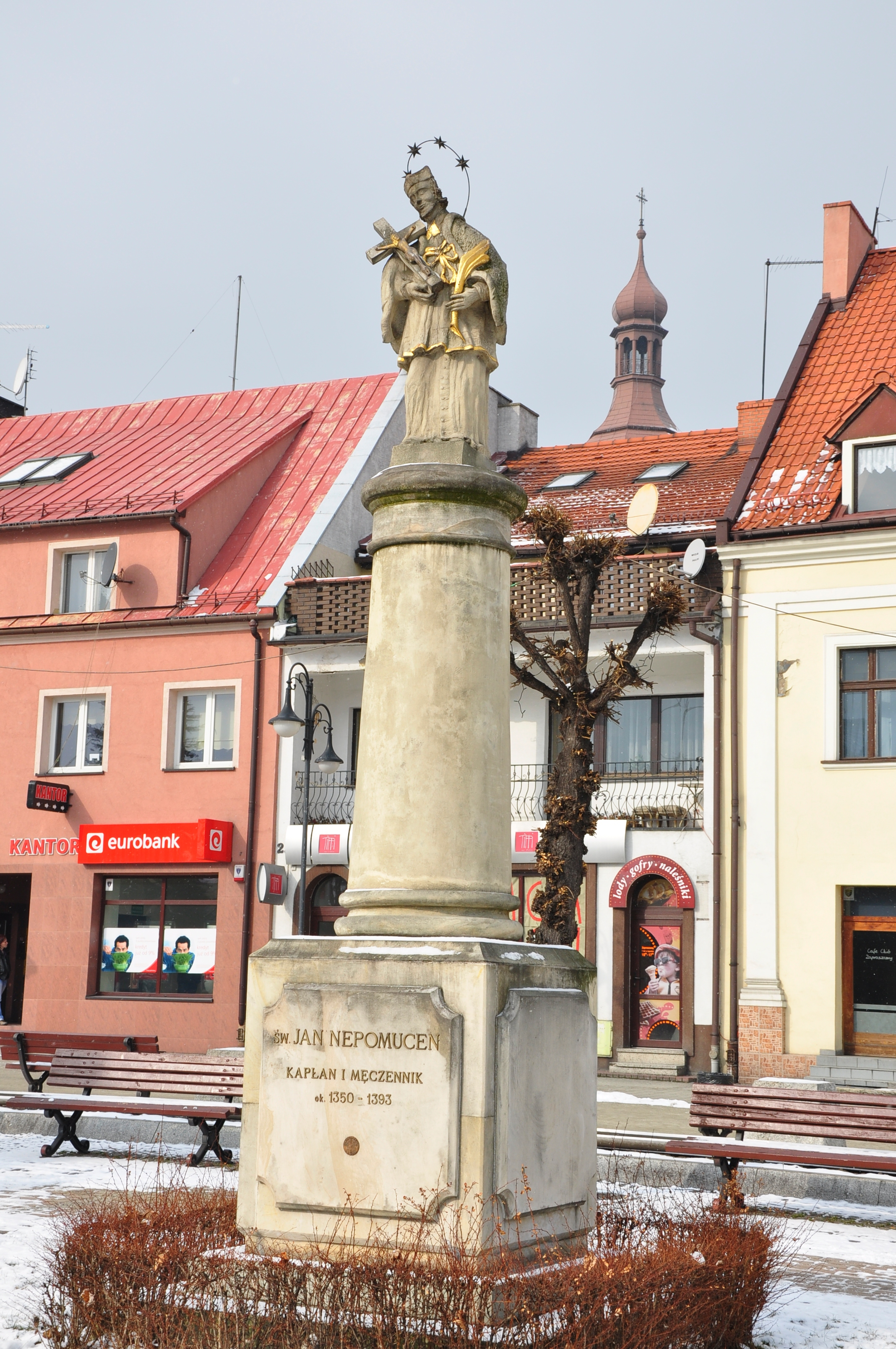
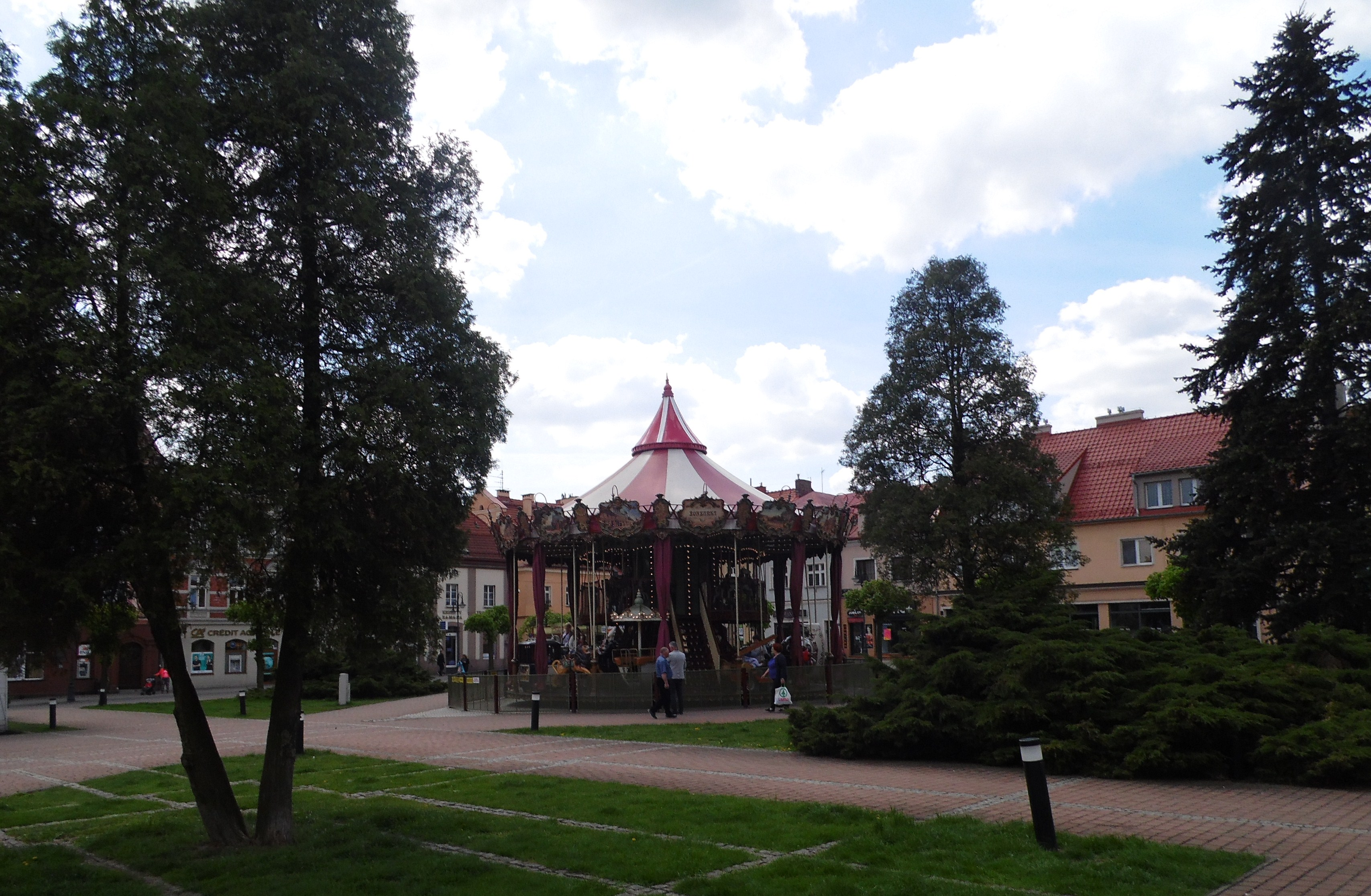
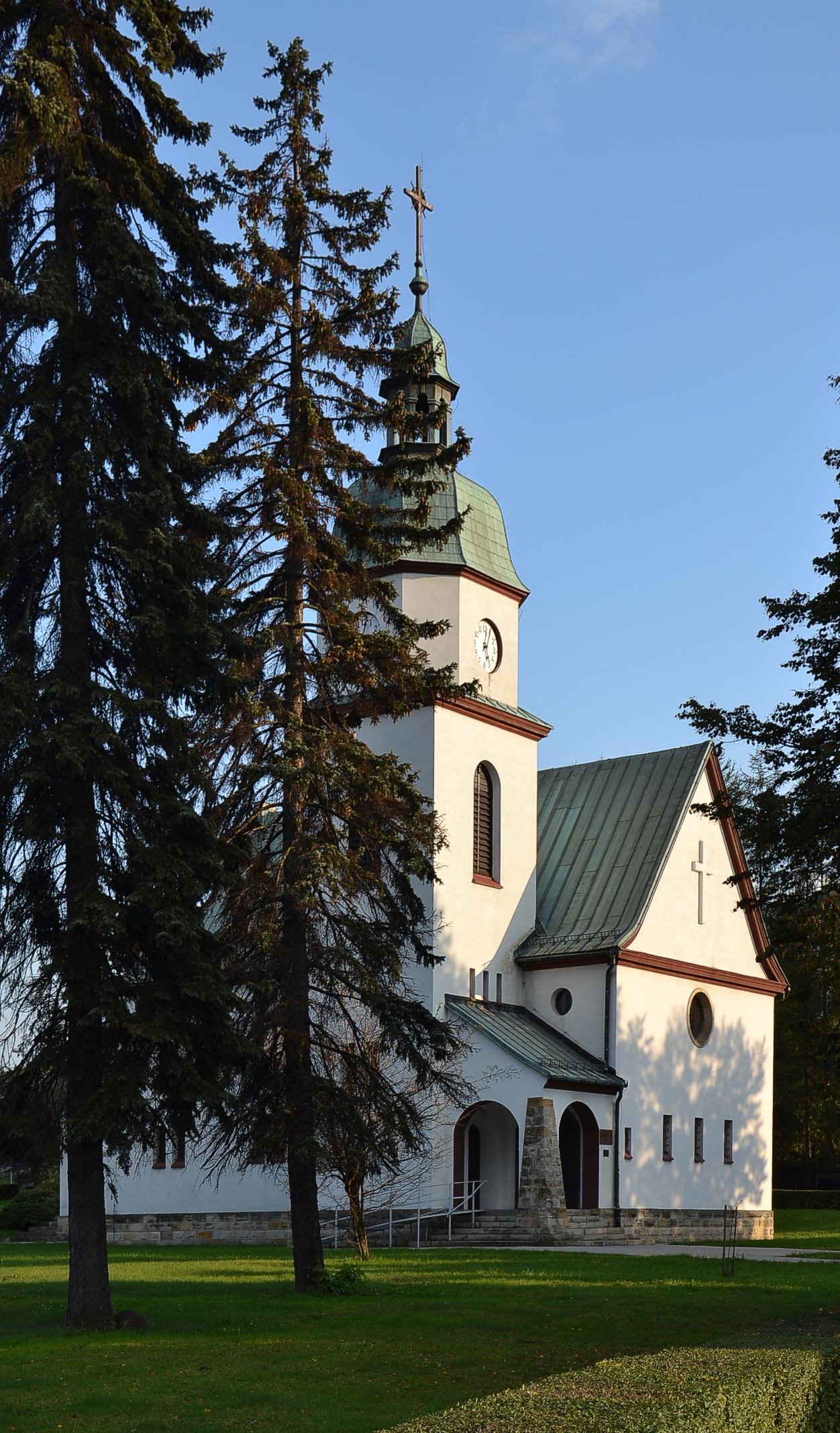
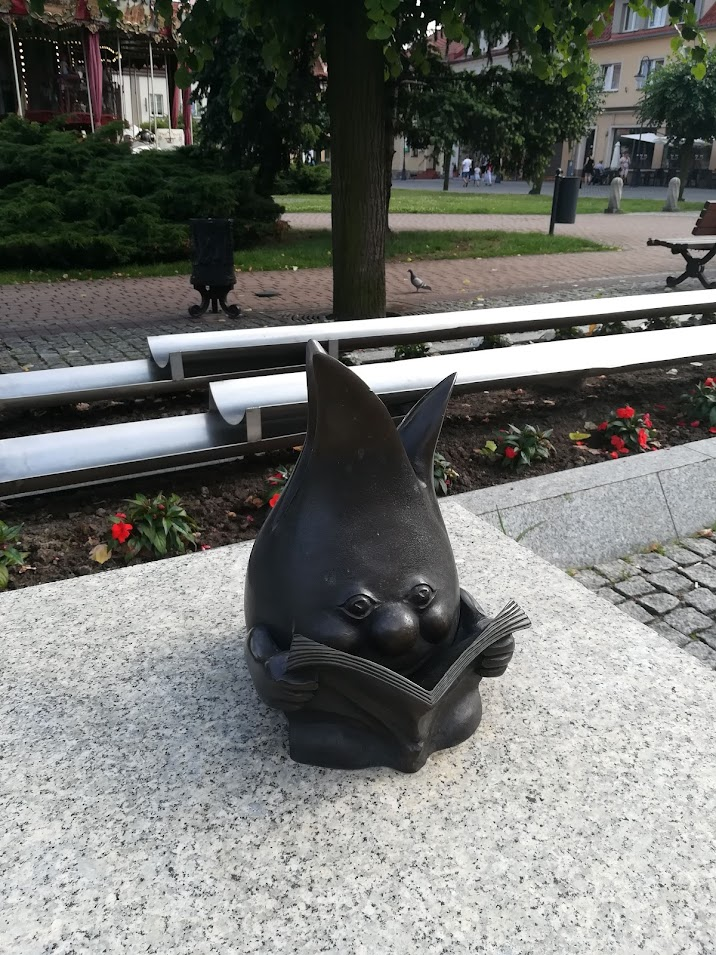
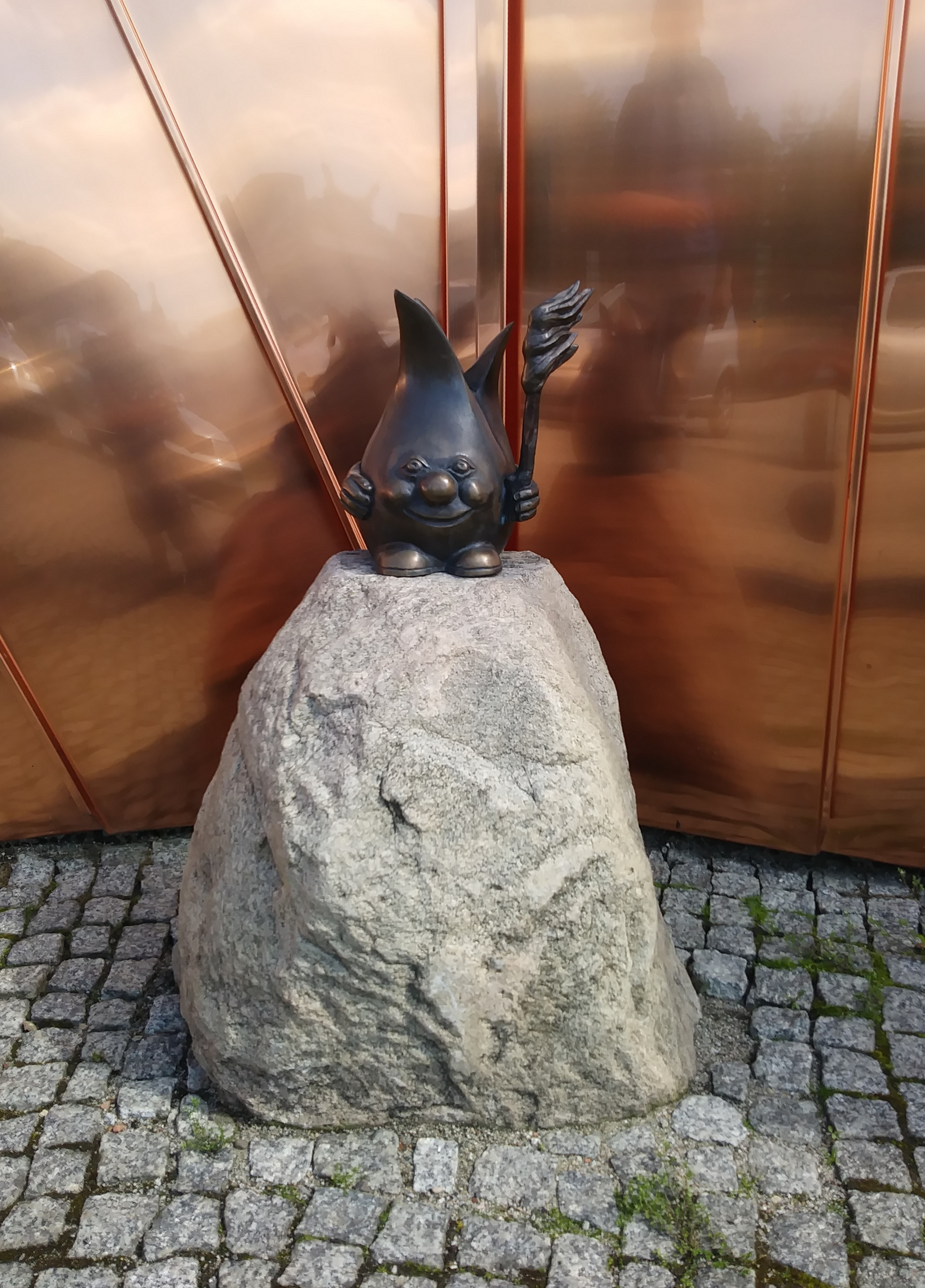
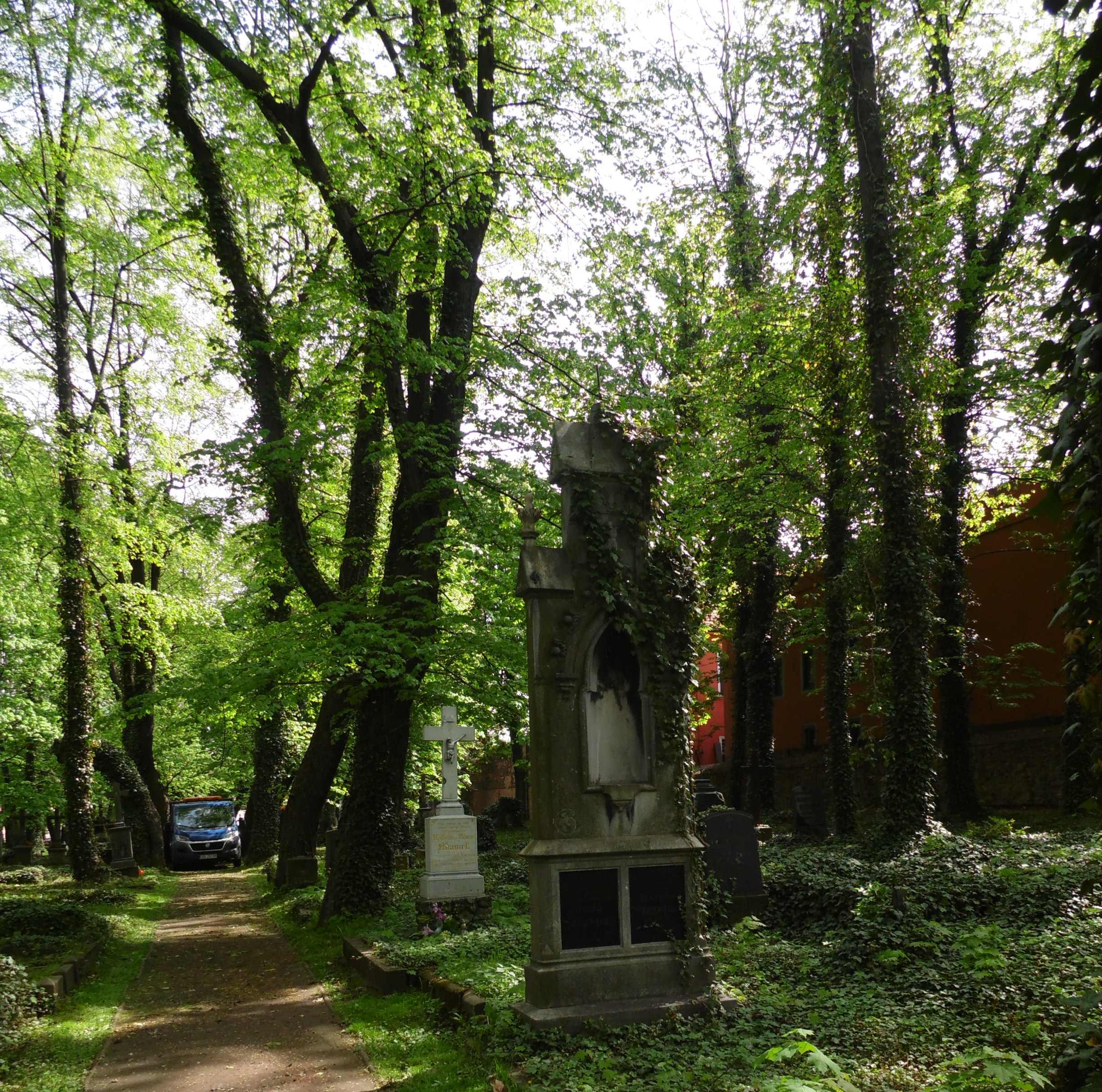

## Города-побратимы
- Камп-Линтфорт, Германия
- Мезёкёвешд, Венгрия
- Монсо-ле-Мин[вд], Франция
- Пасвалис, Литва